# Livistona australis
Livistona australis (R. Br.) Mart. è una pianta della famiglia delle Arecacee, originaria delle foreste pluviali dell'Australia.

## Descrizione
Palma rustica che sopporta temperature fino a -7 °C, a lenta crescita, ha uno stipite fibroso e rugoso di colore verde-brunastro nei soggetti giovani, grigiastro in quelli adulti, alto 20–25 m, con un diametro di 25–30 cm, nella parte apicale presenta le cicatrici fogliari parzialmente coperte dalle foglie secche che pendono lungo lo stipite per molto tempo.
La corona fogliare è molto densa con foglie palmate, persistenti, a forma circolare di 1,5 m di diametro, coriacee, con segmenti fini e piegati a metà, acuminati di colore verde brillante, con la nervatura centrale giallastra, il picciolo presenta delle grosse protuberanze spinose, che spariscono con l'età.
I fiori ermafroditi di colore giallo crema, con 3 sepali, 3 petali ovali e 6 stami, sono riuniti in lunghi spadici ramificati, che si originano alla base delle foglie, nei mesi di agosto-settembre.
I frutti oblunghi, di colore giallo-brunastro, rossastri a maturità, sono lunghi circa 2 cm, contengono dei semi tondeggianti lunghi 1,2 cm.